# Willa „Pod Modrzewiami” w Szczawnicy
Willa „Pod Modrzewiami” w Szczawnicy – zabytkowa willa znajdująca się w Szczawnicy przy ul. Park Górny 2 w Parku Górnym. Obiekt wybudowano w stylu modernistycznym z zastosowaniem rozwiązań architektonicznych zaczerpniętych z budownictwa okrętowego.

## Historia
Willę w latach 1938–39 wybudował Adam Stadnicki, ówczesny właściciel dóbr szczawnickich, dla swojej córki Marii i jej męża Stefana Swieżawskiego. Nazwa willi nawiązuje do jej położenia w zalesionej modrzewiem części parku zdrojowego. Autorem projektu był inż. Stanisław Dziewolski, a pracami budowlanymi kierował Adam Korybut Woroniecki–dyrektor Zakładu Zdrojowego w Szczawnicy w latach 1931 – 1939. Wyposażenie obiektu wykonały stolarnie w Nawojowej, warszawska firma „Jarnuszkiewicz” i zakład „Kumer i Torba” w Rabce.
Pensjonat w różnych okresach II wojny światowej stanowił schronienie dla polskich arystokratów, krewnych i znajomych właścicieli oraz wysiedleńców i uciekinierów. W początkowym okresie wojny znaleźli tu m.in. schronienie przedstawiciele rodzin Czartoryskich, Sapiehów i Lubomorskich. W okresie okupacji część willi zajęli Niemcy. Na parterze i pierwszym piętrze zakwaterowano najpierw wojskowy szpital polowy, potem kolejno był tu hotel dla Niemców, dzieci z Hitlerjugend i pielęgniarek z Luftwaffe. Drugie piętro zajmowali Swieżawscy, którzy zamieszkali tu po ucieczce ze Lwowa w 1940 r. W willi działał zakonspirowany punkt kontaktowy i przerzutowy dla żołnierzy AK.
Po wojnie upaństwowiony pensjonat przez pewien czas funkcjonował pod zarządem Polskiego Czerwonego Krzyża. Następnie pod zarządem Państwowego Przedsiębiorstwa Uzdrowisko-Szczawnica pełnił rolę szpitala uzdrowiskowego dla chorych na astmę. W 1998 willa powróciła do przedwojennych właścicieli.
W 2005 obiekt kupił wnuk Adama Stadnickiego Andrzej Mańkowski. Przeprowadził remont generalny i w 2009 otworzył pięciogwiazdkowy hotel o nazwie „Hotel Park Modrzewie”.

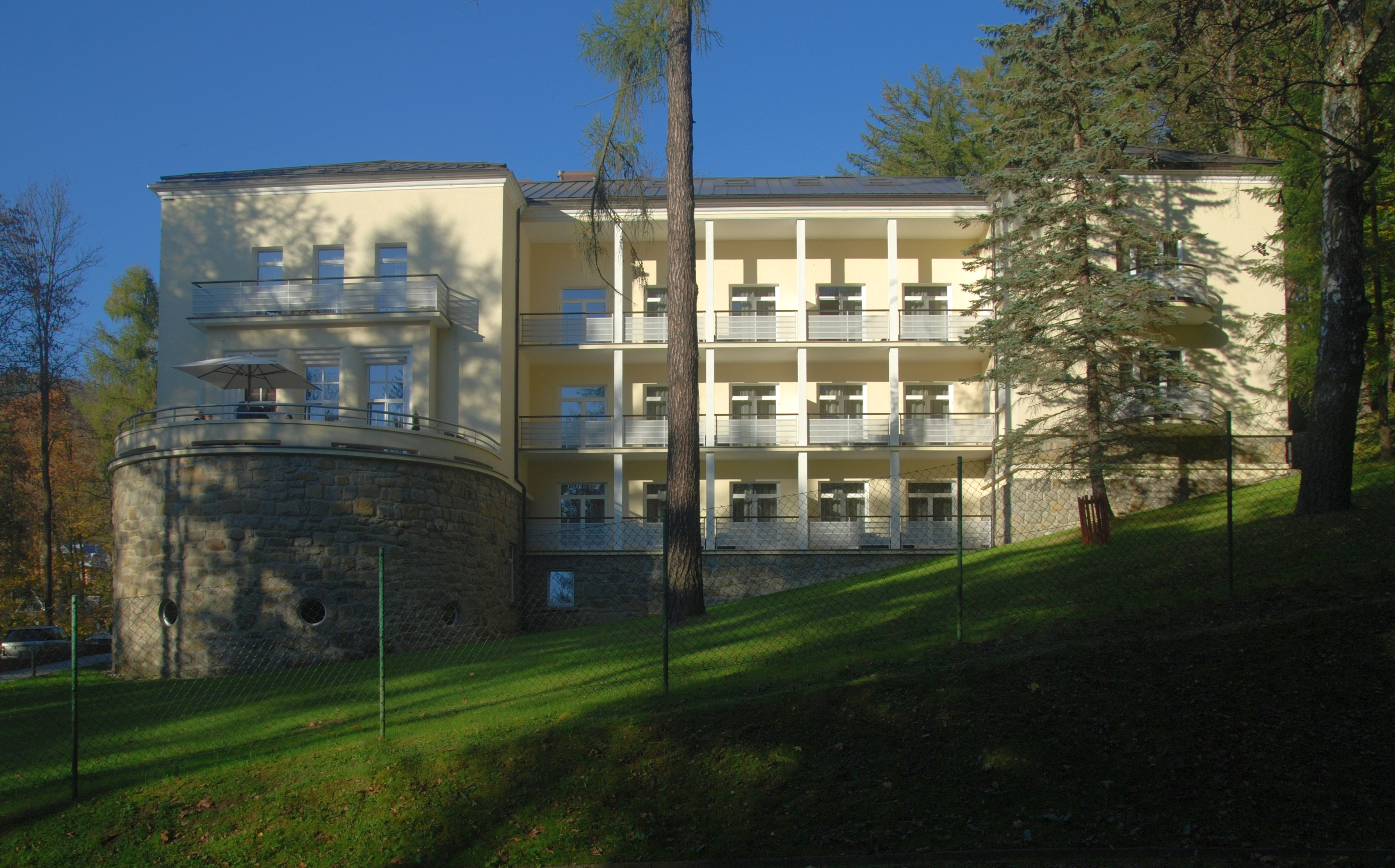
Widok od strony południowej